# X-Men: Apocalypse
X-Men: Apocalypse és una pel·lícula del gènere ciència-ficció i superherois, dirigida per Bryan Singer, escrita per Simon Kinberg a partir d'una història de Singer, Kinberg, Michael Dougherty i Dan Harris, estrenada el 27 de maig de 2016. Va ser distribuïda principalment per la 20th Century Fox. A Espanya la va distruir Hispano Foxfilms S.A.E..
La pel·lícula es basa en els personatges ficticis dels X-Men que apareixen a Marvel Comics i és el novè lliurament de la sèrie de cinema X-Men. És la seqüela de X-Men: Days of Future Past.
El seu guionista i productor, Simon Kinberg, ha assegurat que serà l'última entrega de la trilogia començada amb X-Men: First Class.

## Trama
El 3600 aC, el poderós mutant senyor En Sabah Nur, aclamat com un déu anomenat Apocalypse (Apocalipsi), regeix l'antic Egipte fins que és enterrat en vida per una rebel·lió. Despertat el 1983, creu que la humanitat s'ha perdut. Amb l'objectiu de destruir el món i refer-lo a la imatge que consideri oportuna, recluta Ororo Munroe i augmenta el seu poder. A Berlín Est, la mutant amb el poder de canviar de forma i aspecte Raven allibera Kurt Wagner, un tele-transportador mutant, quan aquest fugia d'una gàbia en la que era obligat a enfrontar-se amb Angel i demana a Caliban que el transporti a Amèrica. Apocalypse recluta la guardaespatlles de Caliban Psylocke i Angel, millorant els poders de tots dos.
Alex Summers porta el seu germà Scott a l'Escola de Charles Xavier, esperant que aquest i Hank McCoy l'ensenyin a controlar la seva mutació per disparar feixos òptics. Els poders d'Apocalypse causen disturbis arreu del món, fent que Xavier i Alex consultin amb Moira MacTaggert de l'CIA, que ha estat investigant la llegenda d'Apocalipsi i els explica els orígens d'Apocalipsi; va néixer fa mil·lennis a Egipte i es creu que va ser el primer mutant, liderant un equip de soldats mutants coneguts com els Quatre Genets, mentre Apocalipsi utilitzava els seus poders de destrucció i reconstrucció.
A Polònia Erik Lehnsherr utilitza els seus poders per salvar un company de treball durant un terratrèmol, i provoca que soldats locals el capturin. Quan un d'ells mata accidentalment la seva dona i la seva filla, Erik mata tot el grup. Apocalypse teletransporta a Erik al camp de concentració d'Auschwitz i l'anima a utilitzar els seus poders a major nivell del que coneix; Erik destrueix el campament i s'uneix a Apocalypse, que accedeix remotament a Cerebro, el dispositiu que Xavier utilitza per localitzar mutants, i obliga a Xavier a fer que els superpoders globals llancin els seus arsenals nuclears sencers per evitar interferències amb el seu pla.
Apocalypse i els seus Quatre Genets arriben a la mansió i segresten a Xavier. Intentant detenir-los, Alex provoca una explosió que destrueix la mansió. Peter Maximoff arriba i utilitza la seva velocitat per evacuar l'edifici, però Alex es dona per mort en l'explosió. Les forces del coronel William Stryker capturen a Hank, Raven, Peter i Moira i se'ls emporten per interrogar-los. Scott, Jean i Kurt els segueixen de manera secreta i alliberen els seus companys, fent servir l'experiment de Stryker Arma X, al que Jean ajuda a recuperar part dels seus recorda perduts abans d'escapar.
Apocalypse, Xavier i els Cavallers arriben al Caire, on Erik utilitza els seus poders per controlar els pols magnètics de la Terra que causen destrucció a tot el planeta. Apocalypse planeja traslladar la seva consciència al cos de Xavier i esclavitzar a totes les persones a la Terra. Obliga Xavier a enviar un missatge a la humanitat, informant-los del seu pla. No obstant, Xavier envia secretament un missatge de socors telepàtic a Jean, a més d'ordenar als mutants que protegeixin els humans.
Els estudiants viatgen a El Caire per combatre Apocalypse i els seus cavallers i rescatar a Xavier mentre Apocalypse utilitza els seus poders per destruir la ciutat, transformant-la en un enorme piràmide on transferir la seva ment al cos de Xavier. Quan Angel i Psylocke ataquen l'avió on viatgen, Nightcrawler es teleporta amb els seus amics i trenca l'avió. Apocalypse descobreix que Xavier ha estat rescatat.
Erik i Ororo es convencen per enfrontar a Apocalypse i, amb l'ajut de Scott, mantenir-lo ocupat físicament mentre que Xavier el combat telepàticament en el pla astral. Xavier encoratja a Jean a desencadenar la força física de Fénix, incinerant el cos d'Apocalipsi mentre Psylocke escapa.
Després de la batalla, Xavier i Moira reactiven la seva relació, Erik i Jean ajuden a reconstruir l'escola, però Erik rebutja l'oferta de Xavier de romandre i d'ajudar a ensenyar; Peter també decideix no dir-li a Erik que és el seu fill. Utilitzant sentinels confiscats, Hank i Raven entrenen els nous reclutes dels X-Men: Scott, Jean, Ororo, Kurt i Peter.
En una escena posterior als crèdits, homes en vestits negres visiten la instal·lació de Weapon X per recuperar una radiografia i una mostra de sang marcada com "Weapon X", en nom d'Essex Corporation.

## Repartiment
X-Men
- James McAvoy com a Charles Xavier
- Jennifer Lawrence com a Raven Darkholme/Mystique
- Nicholas Hoult com a Hank McCoy/Beast
- Evan Peters com a Peter Maximoff/Quicksilver
- Rose Byrne com a Moira MacTaggert
- Sophie Turner com a Jean Grey
- Lana Condor com a Jubilation Lee/Jubilee
- Tye Sheridan com a Scott Summers/Cyclops
- Lucas Till com a Alex Summers/Havok
- Kodi Smit-McPhee com a Kurt Wagner/Nightcrawler

Genets de l'Apocalipsi
- Oscar Isaac com a En Sabah Nur/Apocalypse
- Michael Fassbender com a Erik Lehnsherr/Magneto
- Olivia Munn com a Elizabeth "Betsy" Braddock/Psylocke
- Alexandra Shipp com a Ororo Munroe/Storm
- Ben Hardy com a Warren Worthington III/Archangel
- Tomas Lemarquis com a Caliban

Altres
- Hugh Jackman com a James "Logan" Howlett/Wolverine[4]
- Josh Helman com a William Stryker
- Warren Scherer com el genet Pestilence (Pesta)
- Rochelle Okoye com el genet Famine (gana)
- Monique Ganderton com el genet Death (mort)
- Fraser Aitcheson com el genet War (guerra)
- Abdulla Hamam com el guàrdia líder de la conspiració
- Hesham Hammoud com el guàrdia de la conspiració
- Antonio Daniel Hidalgo com el guàrdia de la conspiració
- Al Maini com el gran sacerdot
- Berdj Garabedian com l'antic Apocalypse
- Ally Sheedy com la professora de Scott Summers
- Anthony Konechny com Sam
- Emma Elle Paterson com l'animadora de l'escola
- Manuel Sinor com el locutor de la lluita
- Giant Gustav Claude Ouimet (acreditat com Gustave Ouimet) com Blob
- Lukas Penar com el guàrdia
- Ryan Hollyman com Mr. Summers
- Joanne Boland com Mrs. Summers
- Nabeel El Khafif com el botiguer de Falafel
- Manuel Tadros com el líder del Clan Akkaba
- Abanoub Andraous com el deixeble del Clan Akkaba
- Aladeen Tawfeek com el deixeble del Clan Akkaba
- Carolina Bartczak com a Magda
- T.J. McGibbon com a Nina
- Davide Chiazzese com el venedor al Cairo
- Sebastian Naskrent com a Milosz
- Boris Sichon com el treballador polonès
- Martin Skorek com l'inspector de policia polonesa
- Kamil Orzechowski com	a Jakob
- Michael Terlecki arquer de la policia polonesa
- Ahmed Osman com el venedor al Caire
- Ziad Ghanem com el venedor egipci
- Moataz Fathi com el venedor egipci
- Tómas Lemarquis com a Caliban
- James Loye com el periodista de CNN
- Zehra Leverman com Ms. Maximoff
- Herb Luft com el periodista a News Anchor
- Stephen Bogaert com el General Hastings del Pentagon
- John Bourgeois com el General Radford del Pentagon
- Conrad Coates com el General Fields del Pentagon
- Dan Lett com el Secretari de Defensa Weisberg
- Adrian G. Griffiths com l'oficial militar Brown

 Cameos 
Stan Lee hi apareix com ell mateix i en aquesta ocasió l'acompanya la seva dona Joan. Apareixen veient com l'arsenal nuclear americà és enviat cap al cel.
També hi fa un cameo el director Bryan Singer. Apareix en vestit complet com un dels guàrdies armats de Stryker enviat contra Wolverine. Apareix mentre el guàrdia dispara una metralladora a mesura que la càmera s'acosta a ell, revelant només la esquitxada de sang de la seva mort fora de pantalla.

## Producció

### Desenvolupament
El 5 desembre 2013 Bryan Singer, a través del seu compte de Twitter, va anunciar una nova pel·lícula: X-Men: Apocalypse. La revista Entertainment Weekly va confirmar amb 20th Century Fox que la seva estrena estava programat pel 27 maig 2016. Pocs dies després, en una entrevista amb Empire, la va descriure com «més una seqüela de First Class», encara que esdevinguda després Days of Future Past. La pel·lícula va suposar el retorn a la saga dels guionistes Dan Harris i Michael Dougherty, a més de Simon Kinberg.

### Càsting
L'11 d'abril de 2014, Entertainment Weekly va reportar que James McAvoy, Michael Fassbender, Nicholas Hoult, Jennifer Lawrence i Evan Peters tornarien a repetir els seus papers per a aquesta seqüela, també l'actor guatemalenc Oscar Isaac en la pell del malvat Apocalypse, i en la qual, a més, també apareixerien les versions joves de Cyclops, Jean Grey i Storm. També es planejava incloure a altres membres del repartiment original. El 22 de setembre de 2014 va confirmar que l'elenc original i principal de X-Men: First Class i X-Men: Days of Future Past conformat per James McAvoy, Michael Fassbender, Nicholas Hoult i Jennifer Lawrence tornarien. També es va confirmar que les versions joves de personatges de Cíclope, Storm i Jean Grey apareixerien en la pel·lícula. Al gener es van confirmar els actors Tye Sheridan com Ciclop, Sophie Turner com Jean Grey i a Alexandra Shipp com a Tempesta. Finalment es va afirmar que Bryan Singer tornaria com a director. També es va donar a conèixer que l'actor Hugh Jackman reapareixeria com Wolverine encara que amb un paper no tan important, però tot i així tornaria a aparèixer sent l'únic membre de l'elenc de la primera trilogia en formar part d'aquesta pel·lícula. El maig de 2015, portant un mes de rodatge, el director Bryan Singer anuncià que el mutant Caliban formaria part de l'elenc de la pel·lícula i l'actor Tomas Lemarquis va ser l'elegit per interpretar-lo.

### Filmació

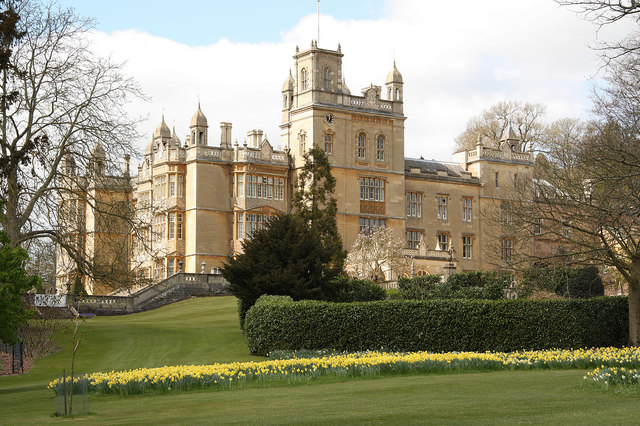
Englefield House, a Berkshire, Anglaterra va ser utilitzada com Mansió dels X-Men.

X-Men Apocalypse va començar el seu rodatge a l'abril del 2015 al Canadà per després passar a Montreal. També es va rodar a Oka, a Québec i a Mount Robson Provincial Park.

### Música
El 2 de març de 2015, es va anunciar que John Ottman, que va compondre els temes de X-Men 2 i X-Men: Days of Future Past, tornaria a escriure i compondre la partitura per a X-Men: Apocalypse. El 20 de maig de 2016, la banda sonora oficial es va publicar com a descàrrega digital. A més de la partitura de Ottman, la pel·lícula presentava una barreja del segon moviment de la setena simfonia de Beethoven i cançons contemporànies a l'ambientació de la pel·lícula en 1983: Sweet Dreams (Are Made of This) de Eurythmics i The Four Horsemen de Metallica.
Temes musicals:
- "Glory of the Trumpets", escrita per J. Bronshire amb arranjaments de Isaac Jenkins, cortesia de APM Music
- "Countess Bathory", escrita per Anthony Bray, Jeffrey Dunn i Conrad Lant realitzada per Venom, arranjament per BMG Rights Management (US) LLC
- "Kaltes, Klares Wasser", escrita per Gudrun Gut, Bettina Koester i Susanne Kuhnke, realitzada per Malaria!
- "Rest Young Child", lletres de Byron Burton, escrita per John Ottmanll
- "I Ran (So Far Away)", escrita per Francis Maudsley, Paul Reynolds, Alister Score i Michael Score, produïda per Jonathan Pakfar i Shane Eli
- "Apollo's Kiss" i "End of Apollo", procedents de "Star Trek", compostes per Frederick Steiner apareixen per cortesia dels estudis de televisió CBS
- "$25,000 Pyramid Theme", escrita i produïda per Bob Cobert, cortesia de Sony Pictures Television Inc.
- "Be All That You Can Be", escrita per Jake Holms
- "Kdo Jsem", música de Milos Moravek, lletres de Vladimir Cort, produïda per Progres 2
- "Four Horsemen", escrita per James Hetfield, Lars Ulrich i Dave Mustaine, produïda per Metallica, cortesia de Blackened Recordings, Inc.
- "Theme from Knight Rider", escrita per Stuart Phillips i Glen Larson, produïda per Stu Phillips, cortesia de Universal Studios
- "Simfonia Núm. 7 en la major, op. 92: II. Allegretto" escrita per Ludwig van Beethoven, arrajnada per John Ottman i Lior Rosner
- "Sweet Dreams (Are Made of This)" escrita per Annie Lennox i Dave Stewart, produïda per Eurythmics, cortesia de Sony Music Entertainment (UK) Limited
- "Let Me Hear You Say Hey" escrita per Paul Howard Emanuel, cortesia de APM Music

### Efectes visuals
Els efectes visuals van ser proporcionats per Moving Picture Company i Hydraulx i supervisats per Anders Langlands i Colin Strause amb ajuda de Digital Domain, Cinesita i Rising Sun Pictures.